# Ramsö (Sottunga, Åland)
Ramsö är en ö i Åland (Finland). Den ligger i Skärgårdshavet och i kommunen Sottunga i landskapet Åland, i den sydvästra delen av landet. Ön ligger omkring 45 kilometer öster om Mariehamn och omkring 230 kilometer väster om Helsingfors.
Öns area är 55,2 hektar och dess största längd är 1,2 kilometer i öst-västlig riktning. Ön höjer sig omkring 20 meter över havsytan.